# Словенија на Светском првенству у атлетици на отвореном 2011.
Словенија је на 13. Светском првенству у атлетици на отвореном 2011. одржаном у Тегу од 27. августа до 4. септембра учествовала десети пут, односно учествовала је под данашњим именом на свим првенствима од 1993. до данас. Репрезентацију Словеније представљало је 9 такмичара (4 мушкарца и 5 жена) који су се такмичили у 9 дисциплина (4 мушке и 5 женских).,
На овом првенству Словенија је по броју освојених медаља делила 34. место са једном освојеном медаљом (бронза).
У табели успешности према броју и пласману такмичара који су учествовали у финалним такмичењима (првих 8 такмичара) Словенија је са 2 учесника у финалу делила 34 место са 9 бодова.
| Плас. | Земља     | 1. место | 2. место | 3. место | 4. место | 5. место | 6. место | 7. место | 8. место | Бр. финал. | Бод. |
| ----- | --------- | -------- | -------- | -------- | -------- | -------- | -------- | -------- | -------- | ---------- | ---- |
| =34.  | Словенија | 0        | 0        | 1        | 0        | 0        | 1        | 0        | 0        | 2          | 9    |

## Учесници
| Мушкарци: - Антон Космач — Маратон - Рожле Презељ — Скок увис - Примож Козмус — Бацање кладива - Матија Крањц — Бацање копља | Жене: - Марина Томић — 100 м препоне - Тина Шутеј — Скок мотком - Нина Коларич — Скок удаљ - Марија Шестак — Троскок - Мартина Ратеј — Бацање копља |  |

## Освајачи медаља

### Бронза (1)
- Примож Козмус — Бацање кладива

## Резултати

### Мушкарци
| Атлетичар     | Дисциплина     | Лични рекорд | Квалификације | Квалификације | Полуфинале           | Полуфинале   | Финале               | Финале       | Детаљи |
| Атлетичар     | Дисциплина     | Лични рекорд | Резултат      | Место         | Резултат             | Место        | Резултат             | Место        | Детаљи |
| ------------- | -------------- | ------------ | ------------- | ------------- | -------------------- | ------------ | -------------------- | ------------ | ------ |
| Антон Космач  | Маратон        | 2:16:23      |               |               |                      |              | 2:24:16              | 40 / 49 (67) |        |
| Рожле Презељ  | Скок увис      | 2,31 НР      | 2,25          | 13. у гр. А   |                      |              | Није се квалификовао | 23 / 32 (34) |        |
| Примож Козмус | Бацање кладива | 82,58 НР     | 76,54 кв      | 5. у гр. Б    | 79,39 ЛРС            |              |                      |              |        |
| Матија Крањц  | Бацање копља   | 76,04        | 73,17         | 15. у гр. А   | Није се квалификовао | 31 / 36 (37) |                      |              |        |

### Жене
| Атлетичарка   | Дисциплина    | Лични рекорд | Квалификације | Квалификације | Полуфинале            | Полуфинале            | Финале                | Финале       | Детаљи |
| Атлетичарка   | Дисциплина    | Лични рекорд | Резултат      | Место         | Резултат              | Место                 | Резултат              | Место        | Детаљи |
| ------------- | ------------- | ------------ | ------------- | ------------- | --------------------- | --------------------- | --------------------- | ------------ | ------ |
| Марина Томић  | 100 м препоне | 13,19        | 13,36         | 5. у гр. 2    | Није се квалификовала | Није се квалификовала | Није се квалификовала | 27 / 38 (39) |        |
| Тина Шутеј    | Скок мотком   | 4,61 НР      | 4,40          | 10. у гр. А   |                       |                       | Нису се квалификовале | 21 / 30 (34) |        |
| Нина Коларич  | Скок удаљ     | 6.78 НР      | 6,19          | 13. у гр. Б   | 26 / 33 (36)          |                       | Нису се квалификовале |              |        |
| Марија Шестак | Троскок       | 15,08 НР     | 13,87         | 12. у гр. А   | 21 / 34               |                       | Нису се квалификовале |              |        |
| Марина Ратеј  | Бацање копља  | 67,16 НР     | 61,58 КВ      | 3. у гр. Б    | 61,65                 | 6 / 27 (28)           |                       |              |        |